# پیوریا، شهرستان فرانکلین، ایندیانا
پیوریا (به انگلیسی: Peoria) یک منطقهٔ مسکونی در ایالات متحده آمریکا است که در ایندیانا واقع شده‌است. پیوریا ۳۰۶٫۰۲ متر بالاتر از سطح دریا واقع شده‌است.